# Eion
Eion est une ville du nord-est de la Grèce.
Cette ancienne colonie érétrienne en Édonide se situe à l'embouchure du fleuve Strymonas qui se jette dans la Mer Égée. Thucydide s'y réfère dans la Guerre du Péloponnèse comme étant une place stratégique pour Athènes durant la guerre du Péloponnèse. Elle fut occupée en 476 av. J.-C. par les Perses durant les guerres entre Perses et Grecs puis conquise en 475 av. J.-C. par la ligue de Délos sous le commandement d'Athènes par le général Cimon. La prise de la ville fut le début d'une campagne militaire pour la nouvelle ligue de Délos dont le but était de contrôler la mer Égée.
Durant la guerre du Péloponnèse, Aristide y intercepta un message perse adressé aux spartiates indiquant leurs positions. Plus tard, les spartiates du général Brasidas prirent, avec l'aide des Thraces et malgré la présence de l'historien militaire Thucydide, Amphipolis, cité grecque située à côté d'Eion où étaient postées les défenses athéniennes qui furent détruites.